# Ormosia egena
Ormosia egena är en tvåvingeart som först beskrevs av Ernst Evald Bergroth 1891.  Ormosia egena ingår i släktet Ormosia och familjen småharkrankar. Inga underarter finns listade i Catalogue of Life.